# Dulcineia Catadora
Dulcinéia Catadora é um coletivo de São Paulo, fundado em 2007, que publica obras em prosa e poesia de autores latino-americanos em edições artesanais. O projeto brasileiro é coordenado pela artista plástica Lúcia Rosa, que trabalha com catadores de papel da capital paulista. É inspirado na editora cartonera argentina Eloísa Cartonera, criada em março do 2003 pelo artista plástico Javier Barilaro e o escritor Washington Cucurto, em Buenos Aires, iniciando suas atividades após a crise econômica que atingiu o país no final do século XX. A editora brasileira já publicou autores como Haroldo de Campos, Jorge Mautner, Douglas Diegues, Marçal Aquino, João Filho, Marcelo Ariel, Alice Ruiz, Ademir Demarchi, Carlos Pessoa Rosa, Flávio Viegas Amoreira, Ricardo Domeneck, Joca Reiners Terron e Frederico Barbosa, André Carneiro, entre outros.